# Exarata
Exarata, monotipski biljni rod iz porodice Schlegeliaceae. Njegova jedina vrsta je E. chocoensis, morfološki slična rodu Schlegelia zbog svog okruglastog nerastavljenog ploda, ali je drvo velike krošnje. Na lokalnim jezicima poznato je kao canquete i canelado.
E. chocoensis prvenstveno raste u vlažnom tropskom biomu od sjeverozapadnog Ekvadora do južnog dijela departmana Chocó u Kolumbiji.

## Opis
Drvo, naraste od 20 do 30 metara visine.  Opisan je u Systematic Botany 17(3): 503–506, f. 1–3. 1992. 
- E. chocoensis